# Jamie Dixon
James Patrick Dixon II, detto Jamie (Burbank, 10 novembre 1965), è un ex cestista e allenatore di pallacanestro statunitense.

## Carriera
Venne selezionato dai Washington Bullets al settimo giro del Draft NBA 1987 (150ª scelta assoluta).

## Palmarès

### Squadra
- Campione NIT (2017)

### Individuale
- Jim Phelan National Coach of the Year Award (2010)